# 普列奈
普列奈是立陶宛考那斯縣普列奈區内的城市，位於尼曼河畔，2018年人口8,610，市內有波秋奈机场。第二次世界大戰時期，普列奈被德國佔領，大部分居民移居外地或被驅逐，納粹黨則把猶太人殺死。